# 小田原藩
小田原藩（日语：／ Odawara han */?）是日本江戶時代的一個藩，位於相模國足柄下郡，藩廳是小田原城（今神奈川縣小田原市）。

## 歷史
最初入主小田原城是大久保氏。不過在第二代大久保忠鄰因與幕府爭執而被迫改易。5年間曾經成為番城。直到1619年由上總國大多喜藩阿部正次分封5萬石。4年後轉封岩槻城。再次成為番城。
1632年稻葉正勝以8萬5千石入封。1685年稻葉氏被封移至越後高田藩。1686年大久保氏再次入主小田原城，直到明治時代為止。廢藩置縣初時為小田原縣、後來為荻野山中縣、韮山縣、足柄縣

## 藩主

### 大久保氏
譜代4萬5千石-6萬5千石
1. 忠世（1590年-1594年）
2. 忠鄰（1594年-1614年）

### 阿部氏
譜代 5萬石
1. 正次（1619年-1623年）

### 稻葉氏
譜代 8萬5千石-10萬2千石
1. 正勝（1632年-1634年）
2. 正則（1634年-1683年）
3. 正往（1683年-1685年）

### 大久保氏（再封）
譜代 10萬3千石-11萬3千石
1. 忠朝（1686年-1698年）
2. 忠增（1698年-1713年）
3. 忠方（1713年-1732年）
4. 忠興（1732年-1763年）
5. 忠由（1763年-1769年）
6. 忠顯（1769年-1796年）
7. 忠真（1796年-1837年）
8. 忠愨（1837年-1859年）
9. 忠禮（1859年-1868年）
10. 忠良（1868年-1871年）